# Allocosa mutilata
Allocosa mutilata este o specie de păianjeni din genul Allocosa, familia Lycosidae, descrisă de Mello-leitão, 1937. Conform Catalogue of Life specia Allocosa mutilata nu are subspecii cunoscute.